# Narodne novine (Budimpešta)
Narodne novine su bile tjednik iz Mađarske.
Izdavač je bio Demokratski savez Južnih Slavena, a izlazile su u Budimpešti.
List je izlazio na osam stranica. Pisao je o vijestima iz Mađarske bitnim za manjine, znanstvene članke u svezi s Južnim Slavenima u Mađarskoj, objavljivao je kratke vijesti iz svijeta, rubrika za Slovence, a dvije stranice su činile podlistak Danicu, koji je bio namijenjen djeci.
Od poznatih osoba, s Narodnim novinama su surađivali od Hrvata iz Mađarske Josip Gujaš Đuretin, Branko Filaković, Marko Dekić, Joška Vlašić Manglin, od Srba iz Mađarske Petar Milošević te ostali.